# Leichtathletik-Europameisterschaften 1954/100 m der Frauen

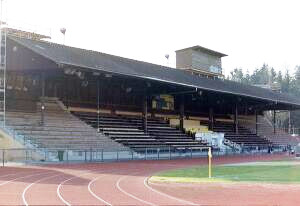
Tribüne des Stadions Neufeld in Bern

Der 100-Meter-Lauf der Frauen bei den Leichtathletik-Europameisterschaften 1954 wurde am 26. und 27. August 1954 im Stadion Neufeld in Bern ausgetragen.
Europameisterin wurde die sowjetische Sprinterin Irina Turowa. Sie gewann vor der Niederländerin Bertha van Duyne. Bronze ging an die Britin Anne Pashley.

## Bestehende Rekorde
| Weltrekord           | 11,4 s | Marjorie Jackson    | Gifu, Japan            | 4. Oktober 1952           |
| Europarekord         | 11,5 s | Fanny Blankers-Koen | Amsterdam, Niederlande | 13. Juni 1948             |
| Europarekord         | 11,5 s | Fanny Blankers-Koen | Frechen, Deutschland   | 28. September 1952        |
| Meisterschaftsrekord | 11,7 s | Fanny Blankers-Koen | EM Brüssel, Belgien    | 24. August 1952 (Vorlauf) |
| Meisterschaftsrekord | 11,7 s | Fanny Blankers-Koen | EM Brüssel, Belgien    | 25. August 1952 (Finale)  |

Der bestehende EM-Rekord wurde bei diesen Europameisterschaften nicht erreicht. Mit 11,8 s erzielte die sowjetische Europameisterin Irina Turowa im Finale die schnellste Zeit und blieb damit eine Zehntelsekunde über dem Rekord. Zum Europarekord fehlten ihr drei, zum Weltrekord vier Zehntelsekunden.

## Vorrunde
26. August 1954, 16:00 Uhr
Die Vorrunde wurde in sechs Läufen durchgeführt. Die ersten beiden Athletinnen pro Lauf – hellblau unterlegt – qualifizierten sich für das Halbfinale.

### Vorlauf 1
| Platz | Name            | Nation           | Zeit (s) |
| ----- | --------------- | ---------------- | -------- |
| 1     | Irina Turowa    | Sowjetunion      | 11,9     |
| 2     | Elfriede Butz   | BR Deutschland   | 12,3     |
| 3     | Anna Kovaříková | Tschechoslowakei | 12,4     |
| 4     | Monique Jacquet | Frankreich       | 12,5     |
| 5     | Doris Kunz      | Schweiz          | 13,0     |

### Vorlauf 2
| Platz | Name             | Nation         | Zeit (s) |
| ----- | ---------------- | -------------- | -------- |
| 1     | Anne Pashley     | Großbritannien | 11,9     |
| 2     | Irmgard Egert    | BR Deutschland | 12,1     |
| 3     | Ibolya Greminger | Ungarn         | 12,3     |
| 4     | Yvette Monginou  | Frankreich     | 12,4     |
| 5     | Sonja Pretot     | Schweiz        | 12,7     |
| 6     | Aycan Önel       | Türkei         | 12,9     |

### Vorlauf 3
| Platz | Name               | Nation         | Zeit (s) |
| ----- | ------------------ | -------------- | -------- |
| 1     | Giuseppina Leone   | Italien        | 12,2     |
| 2     | Vera Neszmélyi     | Ungarn         | 12,3     |
| 3     | Patricia Devine    | Großbritannien | 12,5     |
| 4     | Anna-Lise Thoresen | Norwegen       | 12,5     |
| 5     | Milka Babović      | Jugoslawien    | 12,7     |

### Vorlauf 4
| Platz | Name             | Nation         | Zeit (s) |
| ----- | ---------------- | -------------- | -------- |
| 1     | Heather Armitage | Großbritannien | 12,1     |
| 2     | Barbara Lerczak  | Polen          | 12,3     |
| 3     | Henriette Robert | Frankreich     | 12,5     |
| 4     | Els Witkamp      | Niederlande    | 12,7     |
| 5     | Edith Jakob      | Schweiz        | 12,9     |

### Vorlauf 5
| Platz | Name               | Nation      | Zeit (s) |
| ----- | ------------------ | ----------- | -------- |
| 1     | Bertha van Duyne   | Niederlande | 11,9     |
| 2     | Celina Jesionowska | Polen       | 12,3     |
| 3     | Inge Eckel         | Saarland    | 12,5     |
| 4     | Friedrike Harasek  | Österreich  | 12,7     |
| 5     | Olga Koschelewa    | Sowjetunion | 12,7     |

### Vorlauf 6
| Platz | Name             | Nation         | Zeit (s) |
| ----- | ---------------- | -------------- | -------- |
| 1     | Marija Itkina    | Sowjetunion    | 12,1     |
| 2     | Charlotte Böhmer | BR Deutschland | 12,3     |
| 3     | Hilde Veth       | Niederlande    | 12,4     |
| 4     | Elfriede Geist   | Österreich     | 12,6     |
| 5     | Trudi Schaller   | Saarland       | 12,8     |

## Halbfinale

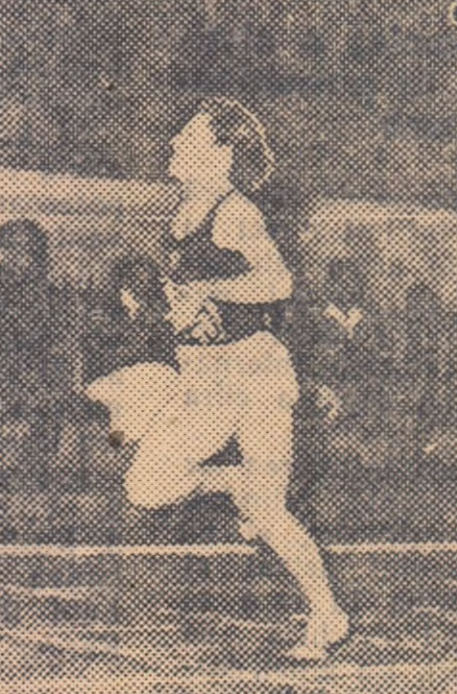
Über 100 Meter schied die spätere 200-Meter-Europameisterin Marija Itkina als Vierte des ersten Halbfinals aus
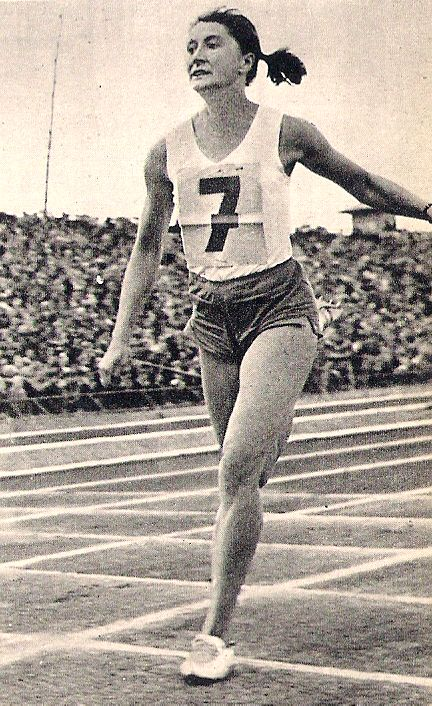
Ihr sechster Platz im ersten Halbfinale reichte Celina Jesionowska nicht für die Finalteilnahme

27. August 1954, 15:50 Uhr
In den beiden Halbfinalläufen qualifizierten sich die jeweils ersten drei Athletinnen – hellblau unterlegt – für das Finale.

### Lauf 1
| Platz | Name               | Nation         | Zeit (s) |
| ----- | ------------------ | -------------- | -------- |
| 1     | Giuseppina Leone   | Italien        | 11,9     |
| 2     | Bertha van Duyne   | Niederlande    | 11,9     |
| 3     | Heather Armitage   | Großbritannien | 12,0     |
| 4     | Marija Itkina      | Sowjetunion    | 12,1     |
| 5     | Charlotte Böhmer   | BR Deutschland | 12,2     |
| 6     | Celina Jesionowska | Polen          | 12,4     |

### Lauf 2

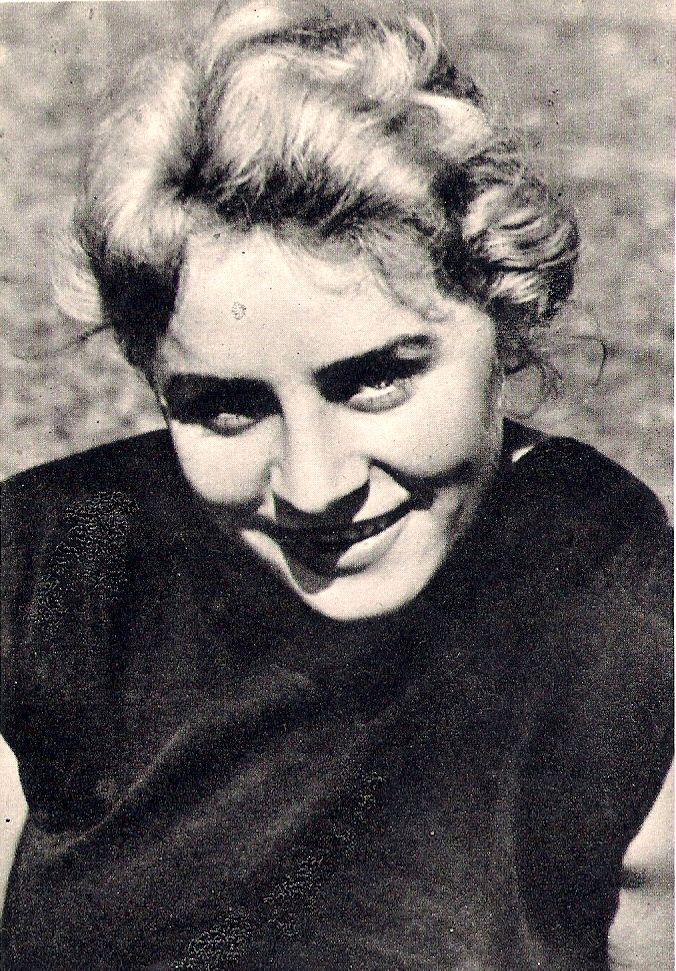
Um einen Platz verpasste die spätere 200-Meter-Vierte Barbara Lerczak den Einzug ins Finale

| Platz | Name            | Nation         | Zeit (s) |
| ----- | --------------- | -------------- | -------- |
| 1     | Irina Turowa    | Sowjetunion    | 12,1     |
| 2     | Anne Pashley    | Großbritannien | 12,1     |
| 3     | Vera Neszmélyi  | Ungarn         | 12,2     |
| 4     | Barbara Lerczak | Polen          | 12,2     |
| 5     | Irmgard Egert   | BR Deutschland | 12,6     |
| 6     | Elfriede Butz   | BR Deutschland | 12,6     |

## Finale

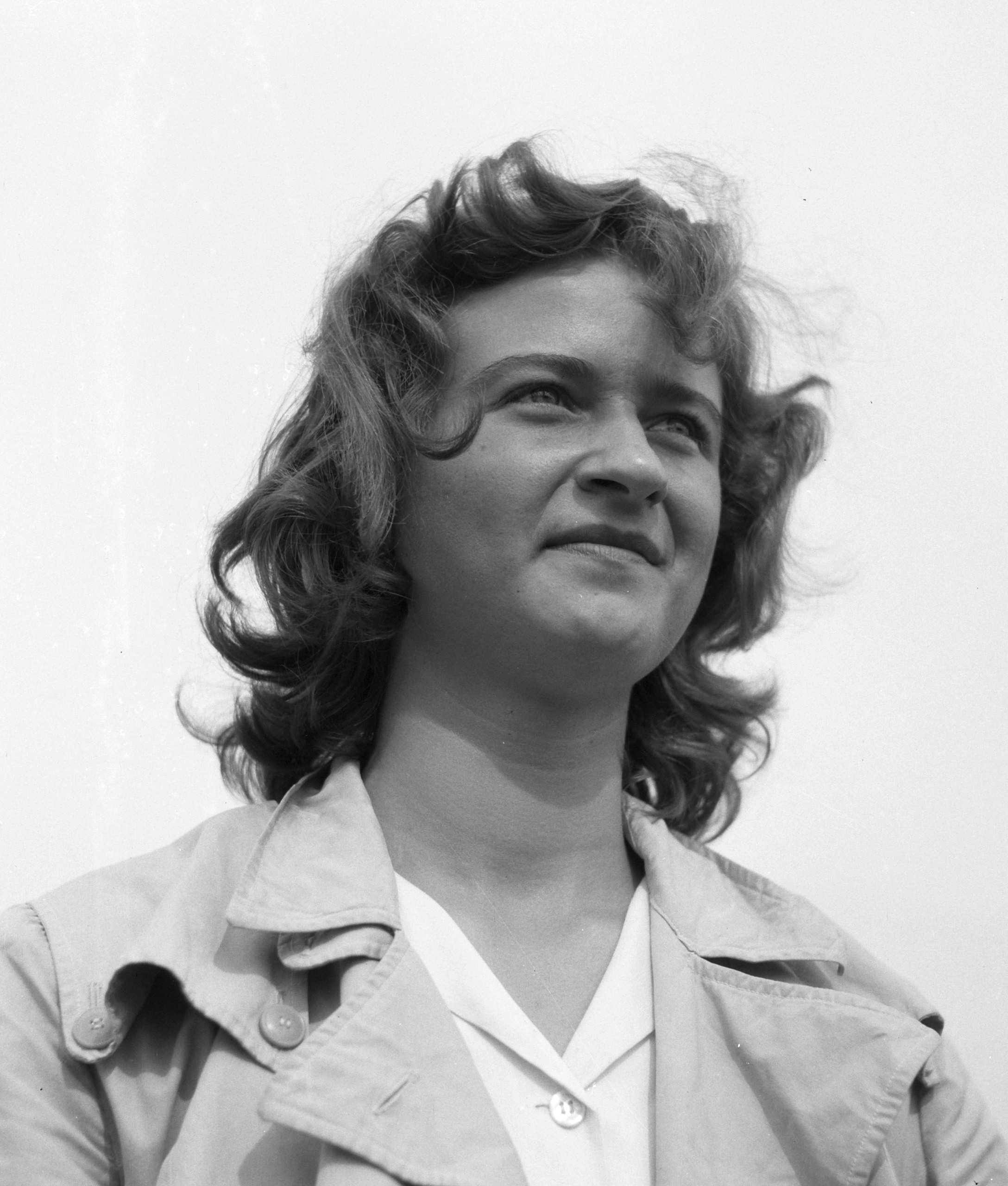
Vizeeuropameisterin Bertha van Duyne (frühere Bertha Brouwer) – 1950 hatte sie Rang fünf über 200 Meter belegt
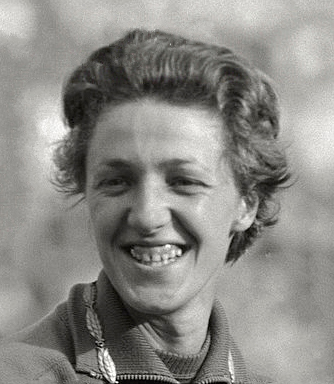
Giuseppina Leone erreichte Platz vier und hatte noch eine lange erfolgreiche Laufbahn vor sich
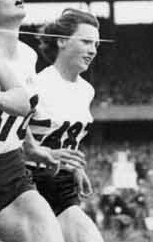
Heather Armitage kam auf den sechsten Platz

27. August 1954, 18:10 Uhr
| Platz | Name             | Nation         | Zeit (s) |
| ----- | ---------------- | -------------- | -------- |
| 1     | Irina Turowa     | Sowjetunion    | 11,8     |
| 2     | Bertha van Duyne | Niederlande    | 11,9     |
| 3     | Anne Pashley     | Großbritannien | 11,9     |
| 4     | Giuseppina Leone | Italien        | 12,0     |
| 5     | Vera Neszmélyi   | Ungarn         | 12,1     |
| 6     | Heather Armitage | Großbritannien | 12,1     |